# ピエール・ブール
ピエール・ブール（Pierre Boulle, 1912年2月21日 - 1994年1月30日）は、フランスの小説家。全名はピエール=フランソワ=マリー=ルイ・ブール（Pierre-François-Marie-Louis Boulle）。

## プロフィール
アヴィニョンで生まれる。エンジニアとして、1936年から1939年まで英領マラヤにあるゴム園の監督者として働いた。
1939年に第二次世界大戦は始まるとフランス領インドシナ（仏印）でフランス軍に徴兵される。しかし、ナチス・ドイツのフランス本国占領を受けて本国に発足した親ナチス・ドイツ政権（ヴィシー政権）の側に仏印植民地政府が付くと、シンガポールに逃れてナチス・ドイツとの抗戦を訴える自由フランス軍に加わっている。
その後のブールの行動については、2つの異なる経歴が知られている。
- ブールは自由フランス軍の一員として中国・雲南省に赴き中国国民党と接触、ゲリラとして仏印に戻り、1943年に日本軍の捕虜となる。翌1944年に捕虜収容所を脱走し、イギリス軍の水上機で脱出。カルカッタで特殊作戦執行部（SOE）のフォース136（英語版）に志願し、現地で終戦を迎えた。
- ブールと面識があったミクール・ブルック（Micool Brooke）は別の経歴を聞かされている。ブールは自由フランス軍に加わると、ピーター・ジョン・ルールという英語の偽名で自由フランスの秘密諜報部員を務め、仏印および日本軍占領下の中国ならびにビルマに潜入し、現地の反ヴィシー政権・抗日レジスタンス運動を支援していた。1943年にブールはメコン川を筏で移動しているところを親ヴィシー政権の仏印植民地政府軍によって捕えられ、ブールは強制労働の刑に科せられる。1944年、連合国の勝利が間近に迫ると、サイゴンの刑務所当局はブールの脱走を手助けしたというものである。

これについてデビッド・ボゲットは、仏印で工作活動を行っていたブールを捕えたのは日本軍であったが、親ナチス・ドイツのヴィシー政権側に付いた仏印植民地政府と仏印駐留日本軍との協定により、フランス人であるブールの身柄は日本軍から植民地政府軍に引き渡されたのであろうと推測している。1944年にサイゴンの刑務所当局がブールの脱出を手助けしたのも、本国が連合国に解放されつつあった仏印植民地政府と日本軍との関係の変化を理解しなければならないとしている。
戦後、レジオンドヌール勲章、軍功章およびレジスタンスのメダルを受章した。戦後しばらくの間はマレーシアで農園の仕事を続けたが、その後パリに戻り、獄中日誌や小説を書き始めた。代表作で映画化もされた『戦場にかける橋』や『猿の惑星』は、仏印での経験を基に書かれたといわれている。
1994年1月30日、パリで死去した。81歳没。

## 主な作品
- 戦場にかける橋（『クワイ河の橋[1][2]』、Le Pont de la rivière Kwaï, 1952年）[3]
- E=mc2（E=mc2, 1957年）[4]
- 猿の惑星（La Planète des singes, 1963年）
- 月への挑戦[5]（別題『カナシマ博士の月の庭園』[6]、Le Jardin de Kanashima, 1964年）[7]
- クワイ河の水源にて（Aux sources de la rivière Kwaï, 1966年） - 回想録[8]
- 報道写真家（Le Photographe, 1967年）[9]
- ジャングルの耳（Oreilles de Jungle, 1972年）